# Dactylodenia raetica
Dactylodenia raetica är en orkidéart som beskrevs av Parox, Hans R. Reinhard och Willi Jürgen Schrenk. Dactylodenia raetica ingår i släktet Dactylodenia, och familjen orkidéer. Inga underarter finns listade i Catalogue of Life.